# Ajia Warwara (dystrykt Pafos)
Ajia Warwara (gr. Αγία Βαρβάρα) – wieś w Republice Cypryjskiej, w dystrykcie Pafos. W 2011 roku liczyła 172 mieszkańców. Przed 1974 r. była w dużej mierze zamieszkana przez Turków cypryjskich. Następnie ludność Turków cypryjskich została przeniesiona do Karawas, Trachoni, Pendaja, Famagusta i Morfu i częściowo zastąpiona przez wysiedlonych Greków cypryjskich z północy.